# Estació de Guadalajara
L'Estació de Guadalajara és una estació de la línia C-2 de Rodalies Madrid ubicada a Guadalajara (Castella - la Manxa) amb serveis de Mitjana Distància de les línies R-3 i R-4 i parada d'un tren de llarg recorregut, l'Estrella Costa Brava. No s'ha de confondre amb l'estació d'alta velocitat Guadalajara-Yebes.
El tram Madrid-Guadalajara es va obrir el 3 de maig de 1859, mentre el tram Guadalajara-Jadraque es va obrir el 5 d'octubre de 1860.
| Procedència/Destinació     | <                 | Línia                | >                   | Procedència/Destinació            |
| -------------------------- | ----------------- | -------------------- | ------------------- | --------------------------------- |
| Rodalies Madrid de Renfe   |                   |                      |                     |                                   |
| Chamartín¹                 | Azuqueca          | C2                   | terminal            | terminal                          |
| Mitjana Distància de Renfe |                   |                      |                     |                                   |
| Madrid-Chamartín           | Alcalá de Henares | R3                   | Yunquera de Henares | Arcos de Jalón Saragossa-Delicias |
| Madrid-Chamartín           | Alcalá de Henares | R4                   | Sigüenza            | Sòria                             |
| Renfe Llarga Distància     |                   |                      |                     |                                   |
| Madrid-Chamartín           | Alcalá de Henares | Estrella Costa Brava | Sigüenza            | Portbou / Cervera de la Marenda   |

1. Origen o destinació dels trens CIVIS, semidirectes Madrid-Chamartín - Guadalajara

Els trens de la C-2 amb origen o destinació Guadalajara provenen de la línia C-8 o continuen per ella després de Chamartín